# Octolasmis neptuni
Octolasmis neptuni is een rankpootkreeftensoort uit de familie van de Poecilasmatidae. De wetenschappelijke naam van de soort is voor het eerst geldig gepubliceerd in 1869 door MacDonald.